# پیتر اسمیت (تاریخ‌دان)
پیتر اسمیت (به انگلیسی: Peter Smith) مورخ متخصص در بهائی‌شناسی است. او دکترایش را در جامعه‌شناسی مذهب از دانشگاه لنکستر به سال ۱۹۸۲ گرفت و تز دکترایش بعدها منتشر شد. نام تز او «مذهب بابی و بهائی: از موعودگرایی شیعه تا مذهب جهانی» است. پیتر اسمیت هم‌اکنون عضو هیئت علمی کالج بین‌المللی دانشگاه مهیدل در تایلند است.

## پیش زمینه
او در یورکشایر به دنیا آمد ولی در بریستول انگلیس بزرگ شد. او در سن شانزده سالگی بهایی شد.

## کتاب‌ها
- Smith, Peter (2008). An Introduction to the Baha'i Faith. Cambridge: Cambridge University Press. ISBN 0-521-86251-5.
- Smith, Peter (editor). Baha’is in the West: Studies in the Babi and Baha’i Religions, Vol. 14. Los Angeles: Kalimat Press, 2004.
- Smith, Peter (1987). The Bábí and Bahá'í Religions: From Messianic Shi'ism to a World Religion. Cambridge, UK: Cambridge University Press. ISBN 0-521-30128-9.
- Smith, Peter (1999). The Bahá'í Faith: A Short History. Oxford, UK: Oneworld Publications. ISBN 1-85168-208-2.
- Smith, Peter (1988). The Bahá'í Religion, A Short Introduction to its History and Teachings. Oxford, UK: George Ronald. ISBN 0-85398-277-5.
- Smith, Peter (2000). A Concise Encyclopedia of the Bahá'í Faith. Oxford, UK: Oneworld Publications. ISBN 1-85168-184-1.
- Smith, Peter (editor). In Iran: Studies in Babi and Baha’i History, Vol. 3. Los Angeles: Kalimat Press. (1986)